# Ihriel
Ihriel właściwie Heidi Solberg Tveitan (ur. 31 maja 1972) – norweska muzyk i piosenkarka, połowa nieistniejącego już eksperymentalnego zespołu Peccatum (w którym śpiewała, grała na klawiszach i syntezatorach oraz pisała większość tekstów) i swojego własnego solowego projektu Star of Ash (ang. Gwiazda Popiołu). Jest żoną Ihsahna z black metalowego zespołu Emperor, z którym prowadzi wytwórnię Mnemosyne Productions.
Ma trzech młodszych braci - Påla, Kennetha i Einara, którzy również są muzykami.

## Życiorys
Ihriel pierwszy raz zetknęła się z muzyką na lekcji śpiewu i muzyki, co kontynuowała przez wiele lat. W 1998 utworzyła Peccatum ze swym mężem Ihsahnem i swoim bratem Lordem Pz. Krótko po tym, w 1999 Peccatum weszło do Candlelight Records i jej pierwszy album w Peccatum, nazwany Strangling from Within został nagrany. Niedługo po tym Peccatum pojechało w trasę koncertową po Ameryce i Europie.
W 2000 Ihriel wystąpiła na Mystic Art Festival w Polsce, by wesprzeć swoje dwa nowe wydawnictwa oraz na Inferno Metal Festival w swej ojczystej Norwegii w 2001. W tym samym roku Ihriel została zapisana do Jester Records ze swoim solowym projektem Star of Ash, zawierającym gościnny występ właściciela wytwórni, Kristoffera Rygga. Jedyny album projektu Iter. Viator wybiega daleko poza ramy metalu, a nawet go opuszcza i jest bliski trip hopowi. Album dostał wysokie noty, m.in. w magazynie Metal Hammer. Artystka planuje wydać nowy album w przeciągu roku.
Na początku marca 2006 Ihriel razem z mężem ogłosiła rozwiązanie zespołu, by mieć więcej czasu na swoje indywidualne projekty.
2007 roku, razem z mężem i ludowym skrzypkiem o imieniu Knut "Grimen" Buen, pod szyldem Hardingrock nagrała utrzymany w stylu folk metal album Grimen.

## Dyskografia
Star of Ash
- Iter. Viator (2001)[3]
- The Thread (2008)[4]
- Ulterior (2009)[5]
- Lakhesis (2010)[6]

Hardingrock
- Grimen (2007)[7]